# 东西伯利亚-太平洋石油管道
東西伯利亞-太平洋石油管道（俄語：Нефтепровод Восточная Сибирь - Тихий океан, ВСТО）是俄羅斯將原油出口到亞太市場（日本、中國、韓國）的石油管道系統。這條管道是由俄羅斯國家石油管道運輸公司（Transneft）負責建造和經營。
該管道由俄羅斯伊爾庫茨克州泰舍特延伸至太平洋沿岸納霍德卡科濟米諾灣，全長4,857公里。一期工程耗資3,810億盧布，二期工程預計耗資3,230億盧布。按計劃，管道的運輸能力2010年為1,500萬噸，2011年為3,000萬噸。
而其中中俄原油管道是東西伯利亞-太平洋石油管道的支線，起自俄羅斯遠東斯科沃羅季諾原油分輸站，經由中國黑龍江和內蒙古內的13個市縣區，止於大慶站。原油管道在俄羅斯境內長72公里，在中國境內約長930公里，全長約1,000公里。

## 歷史

### 背景
1994年首次由俄羅斯提出興建往中國的輸油管道，並於同年11月中俄簽署的「中國石油天然氣總公司與俄羅斯西伯利亞遠東石油股份公司會談備忘錄」中表明雙方就西伯利亞到中國東北建立輸油管線的計畫的能源合作問題進行探討。1996年時任俄羅斯總統葉爾欽和中國簽署的「俄中關于共同開展能源領域合作的協議」文件中，有將輸油管道也列進考量。

### 中國：安大線
2001年7月17日，尤科斯石油公司與中國石油在莫斯科簽署了「中國石油天然氣集團公司和俄羅斯國家石油管道運輸公司、俄羅斯尤科斯石油公司關於開展鋪設俄羅斯至中國原油管道項目可行性研究主要原則的協議」。預計「安大線」（安加爾斯克-大慶）管道在第一階段（2005-2010年）俄羅斯每年應向中國供應2,000萬噸原油，最終增加到每年3,000萬噸。當時的實際施工成本為12.22億美元，中國並表示會承擔俄羅斯境內管道的一半成本。
2002年9月Transneft公開反對尤科斯石油公司的計劃，認為這將影響與俄羅斯國家的獨佔利益。
2002年12月初，在中國國家主席江澤民與來中國訪問的俄羅斯普京總統共同簽署「俄中聯合聲明」，此時中俄確定了東西伯利亞-太平洋石油管道(ESPO)為「安大線」，並且該管道的開發經費以及相關研究都已就緒。
但後來談判陷入僵局：
- 中國要求每桶12美元，大約市場價格的一半，俄羅斯當然拒絕。
- 融資的困難。
- 在西伯利亞的鑽井技術欠佳。
- 可用石油儲量的擔憂也減緩了談判。

### 日本：安納線
普京接近日本顯然在努力削弱尤科斯石油公司的勢力。經過日本首相小泉純一郎於2002年密集訪問俄羅斯，最後2003年日本與俄羅斯簽署了「俄日能源合作計劃」，並向俄羅斯提交了修建輸往日本的運油管線「安納線」(安加拉斯克-納霍特卡)的建議。除了答應穩定的管道建成後願意購買此管道出口的1/4石油，更提供75億美元作為擔保以協助俄羅斯開採西伯利亞油田，換取俄羅斯以興建「安納線」為第一考量。
日本願意加入管道提案的原因：
- 在2002年伊拉克戰爭局勢升溫和中東供應禁運的威脅，日本開始購買俄羅斯石油。
- 估計該管道計畫讓日本對中東石油的總依存度由90％降至65％。
- 藉此吸引俄方解決南千岛群岛（日方稱為「北方四島」）的地位爭論。
- 減少中俄協議、軍售對於日本自身的威脅。

這些發展無疑惹惱了中國。到了2003年2月下旬，Transneft的官員改變了說法，認為管道輸送到納霍德卡是不符合經濟效益的。
同時Transneft也拒絕從尤科斯石油公司、盧克石油公司、秋明石油公司出口石油至中國的提案，畢竟普京不希望國家的獨占地位被挑戰。

### 折衷方案：泰納線
2003年2月7日俄國能源部提出二合一的折衷計畫：
合併原本的「安大線」（中俄管線）和「安納線」（太平洋管線）成為單一管線。將「安納線」分支一條管線出去，該管線經過貝加爾湖市郊，再到達中國大慶，而中國管線部分將優先運行，而俄國希望中國和日本能夠平分此管道建設的所有成本。
當時Transneft也突然醒悟缺乏足夠的石油儲量來證明納霍德卡線能夠運行，俄國能源部估計表明，若南韓和台灣也穩定的大量購買俄國石油，「安納線」才有經濟意義。
2003年7月日本給此計畫100億美元的寬鬆條件的國家信貸給予俄國管道的援助，此補貼包括建設管道的成本以及用於地方基礎建設的10億美元。
2004年3月俄羅斯政府宣布「泰納線」（泰舍特-納霍德卡）才是東西伯利亞-太平洋石油管道（ESPO）的定案版本。原因是安加爾斯克距離貝加爾湖過近，可能產生環保上的疑慮。
中國對於俄國明確傾向接受日本的提議創辦管道輸送到納霍德卡的行為相當失望，展現增加對亞塞拜然和哈薩克能源的興趣。中國宣布不會投資納霍德卡管道，破壞管道實踐的可能，因為即使日本援助也不可能承擔這條成本上升的管道，藉此施壓是盼望爭取到普京原有的承諾。
為了讓管道計畫程順利施行，2005年4月5日Transneft提出了一個妥協方案，除了原本定案的「泰納線」，明確表示決定建設「泰納線支線」，意即由斯科沃羅季諾（中國邊境附近的阿穆爾地區）分支出去，再到大慶連接中國境內的油管，並將優先輸油至中國。
而這時日本竟推遲當初承諾俄羅斯政府的投資管道資金，理由是日俄兩國的南千岛群岛爭端還沒解決，日本希望憑藉投資管道的資金做為籌碼來獲取領土談判的主動權。但俄羅斯政府卻強調南千岛群岛是有戰略意義的俄國領土，將進行能源和礦產的開發，所以沒辦法還給日本。
當時的情況是俄國只能每年生產5,000萬噸石油，而要充分供應這管道必須要有8,000萬噸的輸油量。（意即東西伯利亞和俄國必須犧牲國內能源需求，以堅持對中國的契約。）
2005年5月俄羅斯政府宣布直到2012年到太平洋沿岸的管道輸送不會運行，日本將仍必須提供補貼，以獲得該管道。

### 漫長的談判
經過漫長的考察以及論證後，2009年2月17日，在中俄能源談判代表第三次會晤後雙方共同簽署了關於修建中俄原油管道、長期原油貿易、貸款等所有合作項目協議。根據協議，俄羅斯石油公司將通過東西伯利亞-太平洋石油管道的中國支線每年為中石油供應1,500萬噸石油，期限20年。而作為交換，中國國家開發銀行將為俄羅斯石油公司和Transneft提供250億美元的貸款，用於石油開採運輸和石油管道的建設。

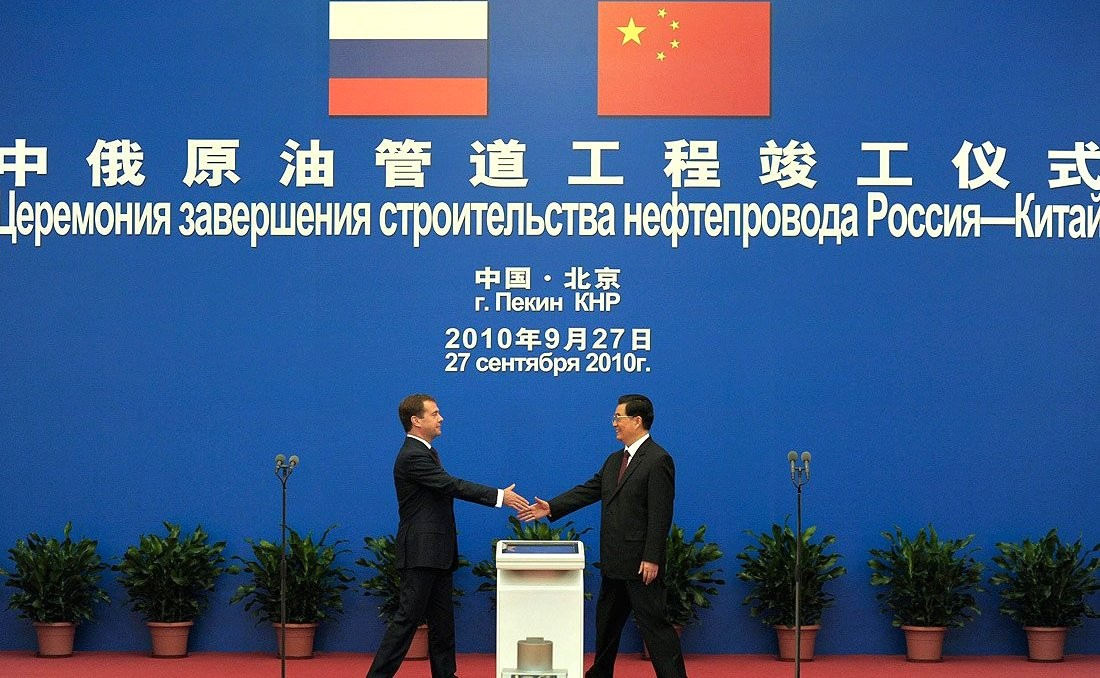
梅德韦杰夫與胡錦濤

然而，項目還未完工，中國就先賠了一大筆。2009年底，Transneft宣佈對東西伯利亞-太平洋石油管道（ESPO）徵收關稅，這項規定是俄羅斯單方面在當初的協議履行之後新增加的，明顯違反了雙邊協議精神。
2011年4月20日，Transneft也加入了與中國石油談判的行列。該公司發言人伊戈爾傑明聲稱：「我們可能在倫敦仲裁法院起訴中石油付款不足，但在此之前，雙方會在5月份舉行會談。」更進一步表示，由於中方付款不足，Transneft每月損失金額略超過2,000萬美元。這場糾紛很明顯是因俄羅斯的單方面提價而引起，但是前期投入鉅資修建管道的中國卻只能被動接受。
2011年6月13日，俄羅斯石油公司總裁愛德華胡代納托夫表示：「截至今日中俄雙方所有輸油協議均已達成。一切分歧都已消除。」

## 現況
東西伯利亞-太平洋石油管道（ESPO）至2011年出口以來，享有很高的聲譽。主要優點是較短的運送距離至太平洋周遭國家，交付僅需三至七日；相比來自中東原油交付需要需要數週。ESPO的第一階段管道主要是以供給中國的大慶支線為主，其餘通過鐵路運往納霍特卡外銷。第一階段管道由泰舍到斯科沃羅金諾總長為2,757公里，其年運油量為3,000萬噸（223萬桶）。接著俄羅斯興建往太平洋端的第二階段工程長2,100公里，預計每年有2,200噸供應給美、日、韓等太平洋周遭國家。在第二階段工程竣工後，ESPO管道的總長達到4,857公里，其潛在輸油能力為8,000萬噸，仍然需要興建更多石油加壓站以達到這個水準，管道將包括32個加壓站，對於加壓站的電力供給，一個35兆瓦的電站將在薩哈共和國建成，而該電站也可在苛刻的北極氣溫條件下獨立運作。

## 結論
對俄羅斯而言，在不傷害俄羅斯與中日兩國間的關係下達到了能源外交的功效，東西伯利亞-太平洋石油管道（ESPO）的興建是正確的外交手段。